# أولاد بهيج
قرية أولاد بهيج هي إحدى القرى التابعة لمركز جرجا بمحافظة سوهاج في جمهورية مصر العربية. حسب إحصاءات سنة 2006، بلغ إجمالي السكان في اولاد بهيج 17092 نسمة، منهم 8605 رجل و8487 امرأة.

## التوابع
يتبع قرية أولاد بهيج عدد من التوابع، وهي:
- نجع أحمد عبد الصمد
- نجع الشيخ علي
- نجع ناروز ( قراردة )
- نجع أولاد غازى
- نجع باروكي
- نجع الشيخ يوسف
- نجع أبو السعود
- نجع عبد القادر
- نجع رشوان
- نجع القصرية
- نجع على السيد
- نجع سعد الله
- نجع السراروة
- نجع الحجلاني
- نجع عبد الباري
- نجع علي الذهبي
- نجع الزغلات
- نجع إسماعيل فراج